# Catherine Pirotta
 Catherine Giovanna Castro-Pirotta  es una directora, productora, y guionista de cine peruana.

## Biografía
Catherine es originaria de Lima, Perú. Viajó a los Estados Unidos para asistir al programa de estudios de cine de Los Ángeles City College, y de la UCLA. Sus guiones y dirección han sido reconocidos por Women In Film, y recibió una beca de esa Organización WIF.

## Reconocimientos
Catherine ha recibido varios galardones por sus guiones, direcciones, y la excelencia en el cine que incluye reconocimientos de la Red de ABC, Mujeres en el Cine y en el Festival de cine de Tribeca. Su Proyecto del 2002 Nobody's Fault fue seleccionado para el máximo galardón del Festival de Cine Peruano en su Lima natal.
En 2003, su guion de cine Adopting Change ganó un "Reconocimiento a la Excelencia Creativa" de la red ABC y ha ganado elogios de la crítica en festivales de todo el mundo, incluyendo al Edward James Olmos' 2004 LALIFF Festival de Cine. 
Luego escribió y dirigió el drama 5 Minutes protagonizado por Roark Critchlow; donde esta película fue seleccionada (entre otros festivales) como parte de la competición oficial del International Festival de Cine Latino 2005 HBO Nueva York. Pirotta dirigió la película Dreamkiller un thriller psicológico protagonizado por John Savage.
En 2018 se anunció que dirigiría una película basada en la vida del compositor peruano Felipe Pinglo, interpretado por Martín Velásquez, y su famoso vals «El plebeyo».